# 보빙사

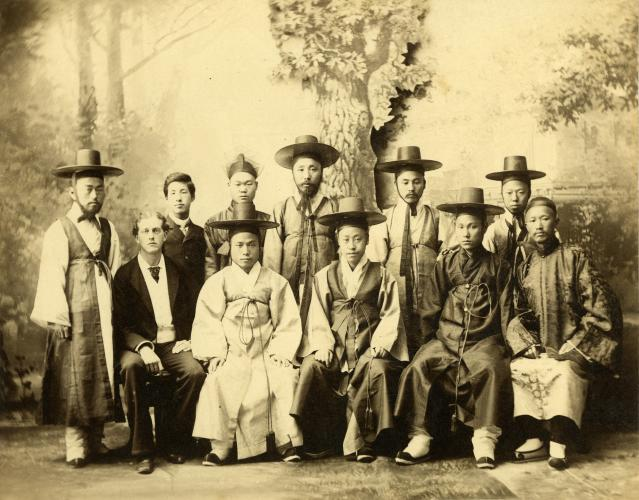
미국 도착 후 보빙사. 뒷줄 왼쪽부터 무관 현흥택, 통역관 미야오카 쓰네지로, 수행원 유길준, 무관 최경석, 수행원 고영철, 변수.
앞줄 왼쪽부터 퍼시벌 로웰, 홍영식, 민영익, 서광범, 중국인 통역 우리탕.

보빙사(報聘使)는 1883년 7월 조선에서 최초로 미국 등 서방 세계에 파견된 외교 사절단이다. 미국과 외교관계를 맺은 후 조선주재 미국 초대공사가 부임하자 이에 답방 형식으로 민영익을 대표로한 사절단을 워싱턴으로 보냈다. 이후 사절단은 미국과 유럽 각지를 견학한 후 귀국하였다.

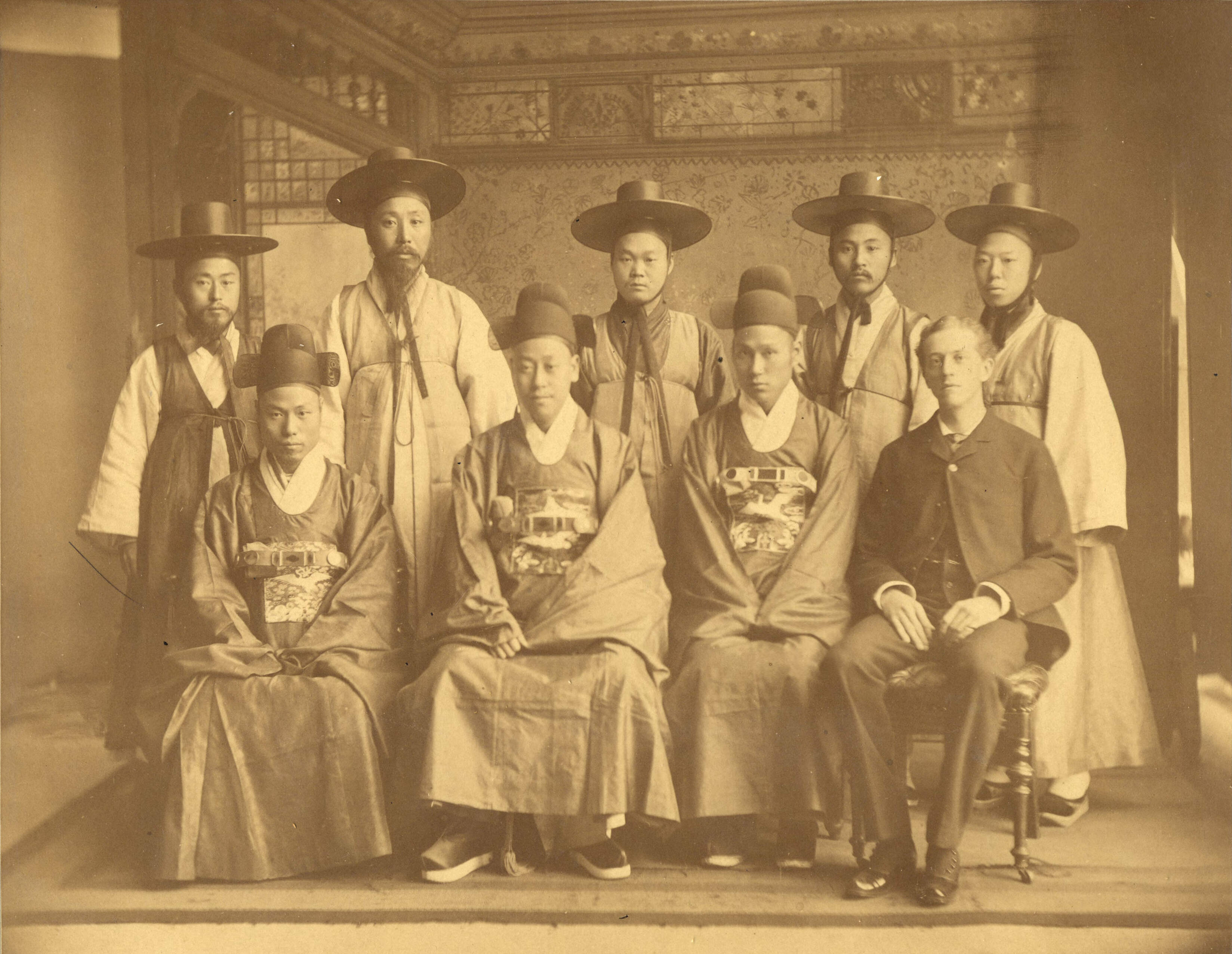
출발 전 보빙사. 뒷줄 왼쪽부터 현흥택(원문: 고영근), 최경석(원문: ThokChen), 유길준, 고영철, 변수.
앞줄 왼쪽부터 홍영식, 민영익, 서광범, 로웰

본래 보빙사란 외국 사신의 방문에 대한 답방의 형태로 파견하는 사절단을 의미하지만, 일반적으로 1883년 미국에 파견된 사절단을 가리키는 용어로 통용된다. 당시 조선은 곧바로 미국에 공사관을 개설하는데 어려움이 있었기에 사절단을 파견하였다.
사절단의 의례적 목적은 답례와 친선 도모였으나 실질적 목적은 근대화 정책 추진에서 미국의 협력을 얻기 위해서였다. 또한 임오군란 후 청의 간섭이 강화되자 미국으로부터 조선이 완전한 자주독립국임을 공인받고자 했고, 조선 정부의 외교, 교육 등의 분야에 미국인 고문관과 군사교관을 초빙하고자 했다.

## 배경

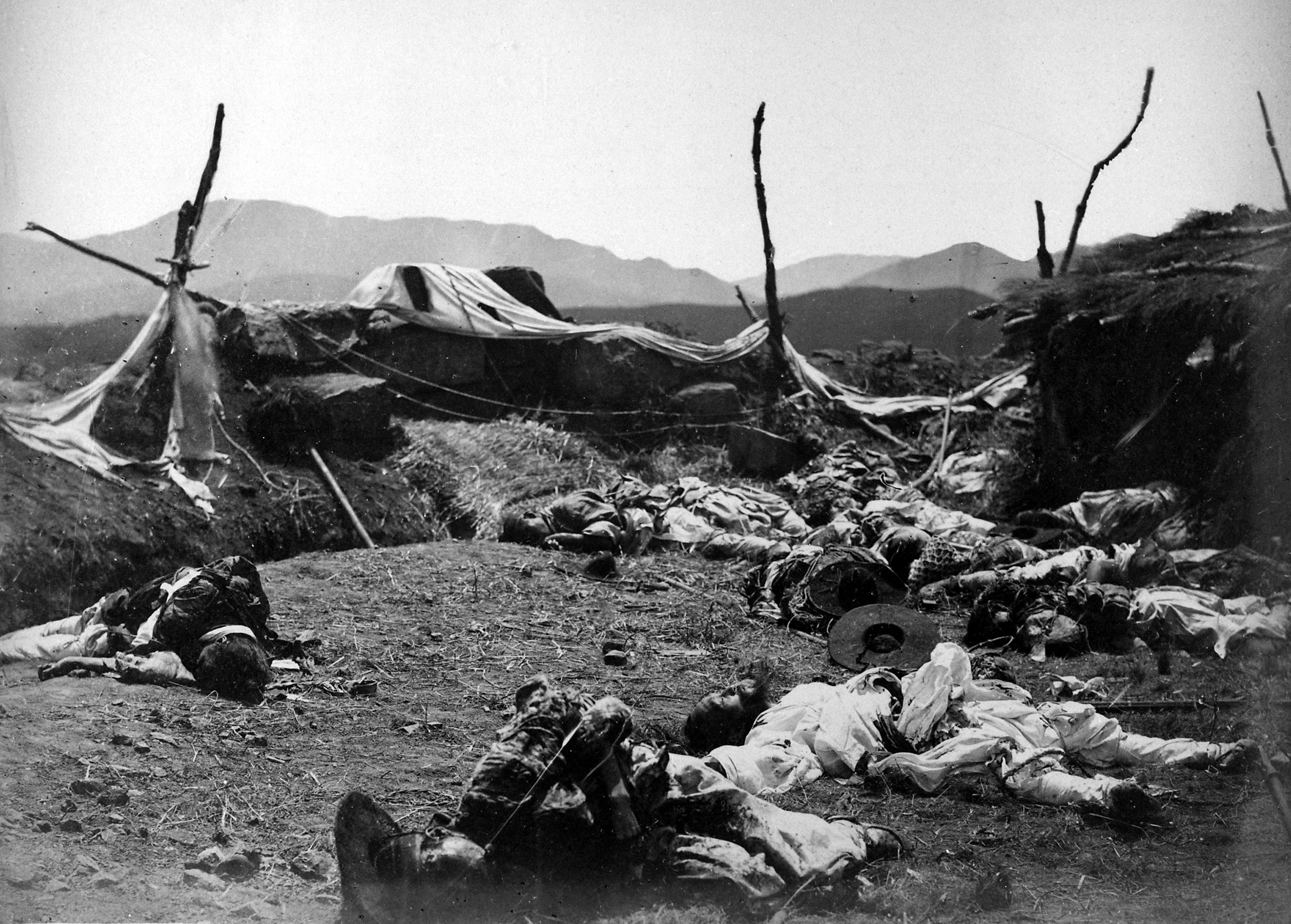
1871년 신미양요에서 사망한 조선군 병사들

조선은 임진왜란(1592), 정묘호란(1627), 병자호란(1636)을 겪으며 17세기에는 고립주의 정책을 펼치기 시작했다. 허나 19세기 잇따른 서구와의 접촉으로 조선의 고립주의 정책은 그 긴장도가 높아지게 되었고, 때때로 무력 충돌도 벌어졌다. 청나라는 제1차 아편 전쟁(1839)을 통해 강압적으로 개항하였고, 일본은 쿠로후네 사건(1854)으로 개항하였으며 1860년에는 미국에 사절단을 파견하였다.
조선은 1866년 8월 제너럴셔먼호 사건으로 1871년에 신미양요를 겪었다. 신미양요는 조선을 상대로 불공정 조약을 맺는 것을 목표로 하였으나, 조선의 강경한 자세로 미국은 어떠한 협약도 맺지 못하고 돌아갔다.

### 조선의 개항
그러나 조선은 언제까지고 쇄국정책을 펼칠 수 없었다. 1875년에 일본이 일으킨 운요호 사건으로, 이듬해에 불공정조약인 강화도 조약을 맺었다. 같은해부터 일본에 통신사(通-)가 아닌 수신사(修-)를 파견하였는데, 1880년에 제2차 수신사로 파견된 김홍집은 황준헌의 책 《조선책략》을 가지고 왔다. 러시아 제국의 야욕에 맞서 일본 및 서방과 힘을 합쳐야한다는 내용의 이 책은 고종과 조정 대신들에게 영향을 주어, 조선으로 하여금 미국과의 조미 수호 통상 조약에 나서는 계기가 되었다.

## 준비
1882년 5월 조미 수호 통상 조약의 체결로 1883년 5월 주한 공사 루시어스 푸트가 한성부에 주한미국공사관을 열고 주한 미국 공사에 부임하였다. 이에 고종은 1882년 7월에 발생한 임오군란 이후 비대해진 청나라의 세력을 견제한다는 뜻에서 1883년 7월 정사(正使)에 민영익, 부사(副使)에 홍영식, 서기관은 서광범, 수행원은 변수(邊樹, 邊燧)·유길준 등 개화파 인사들을 대동시킨 친선 사절단을 서방 세계에 파견하였다. 여기에는 김옥균의 노력이 많이 작용했다.

### 목표
비록 고종이 명시하지는 않았지만, 이 사절단의 주요 목적은 청나라에 대항하여 한국의 자주성을 고취시키는데에 있었던 것으로 분석된다. 조미 수호 통상 조약 이후 청나라는 계속하여 상국의 지위를 유지하고자 했는데, 청나라가 임오군란을 통해 군대를 파견하고 흥선대원군을 납치하는 등의 일을 저지르자 경각심을 갖게 되었다고 본다. 이에 더불어 청나라의 눈을 피해 조선을 개화하고자 한 목적도 있었다.

## 일정
푸트는 당국에 연락해 아시아 함대의 제독인 피어스 크로스비(Peirce Crosby)를 통해 모노캐시호(USS Monocacy)로 보빙사 일행을 제물포에서 나가사키까지 수송하기로 했다. 보빙사 일행은 7월 14일(음 6월 11일)에 사폐(辭陛)하며 멀리 떠남을 알리고, 일본인 통역관 미야오카 쓰네지로(宮岡恒次郎)와 함께 7월 16일에 배에 올랐다. 나가사키에 도착한 것은 7월 21일이다. 이후 요코하마에 도착해 도쿄에서 머물렀는데, 이 때를 기록한 글이 다음과 같이 남아있다.
 The Coreans were objects of great curiousity in Tokio from their uncouth garb and manners. Their hatred of Europeans was open and amusing in its manifestations. When visiting the Japanese capital, the Coreans kept themselves jealously secluded and enlivened their voluntary imprisonment by endless repetitions of monotonous national music.

 
한국인들은 투박한 복장과 행동 때문에 도쿄에서 큰 관심을 얻었다. 이들은 유럽인들에 대한 증오심을 공공연하지만 유쾌하게 드러냈다. 일본의 수도에 머무르면서, 그들은 경계심에 가득 찬 채로 단조로운 민속 음악을 끊임없이 반복하며 자발적인 투옥생활을 즐겼다.
 — 뉴욕 타임즈 1883년 9월 3일호
일본인 통역관 미야오카 쓰네지로와 더불어 중국인 통역관 우리탕이 각각 일본어와 중국어 통역을 위해 동행하였다. 하지만 이들이 주로 한 일은 상대방 통역가가 영어를 일본어, 중국어로 중역했을 때 이를 다시 한국어로 통역해주는 일, 혹은 그 반대의 일이었다. 그러나 다른 일행들이 여행길에 영어를 학습해서 단순한 회화는 통역 없이도 가능했다.
요코하마에서 8월 18일에 아라빅호(SS Arabic)를 타고 미국으로 출발했다. 미국에 가는 동안 이들은 그 복식과 관습적인 행동때문에 많은 관심을 받았다.

## 미국에서

### 샌프란시스코

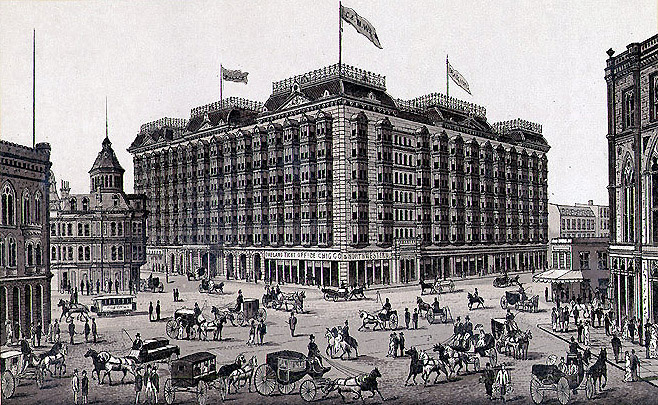
1887년의 팰리스 호텔

보빙사 일당은 1883년 9월 2일에 캘리포니아주 샌프란시스코에 도착했다. 이들은 존 스코필드(John Schofield) 장군의 영접을 받은 뒤, 팰리스 호텔에 묵었다. 9월 4일 오전 10시 에는 워싱턴 바틀렛(Washington Bartlett) 시장의 환영을 받은 뒤, 미국의 경제 관료들과 함께 향후 조선과 미국의 무역에 대한 일을 의논했다. 그날 오후에는 골든게이트 공원의 클리프 하우스를 관광했다. 이튿날에는 스코필드의 안내를 받아 샌프란시스코의 북단에 있는 프레시도로 갔다.

### 뉴욕으로 가는 길
일행은 9월 7일에 제1차 대륙횡단철도를 타고 샌프란시스코를 떠났다. 기차에서 그들은 동양인임을 알아보고 말을 걸어온 가우처 대학의 총장인 존 가우처(John Goucher) 목사와 대화를 나눴다. 존 가우처는 이들과 대화 후 조선에 기독교가 정착하지 않은 것을 듣고 일본에 있는 로버트 새뮤얼 매클레이에게 조선 선교를 제안하게 되었다. 매클레이는 1884년 6월에 첫 번째 개신교 선교사를 파송하였다.
이들은 새크라멘토, 솔트레이크시티와 오그던을 거쳐 오마하에 도착했다. 오마하에서는 필립 셰리든 장군의 참모로 마중나온 그레고리 대령을 만났다. 그레고리 대령은 이들의 여정에 합류하였다. 9월 12일에는 시카고에 도착해 팔머 하우스 힐튼에서 묵었다. 이튿날 시카고를 출발해 클리블랜드와 피츠버그를 지나 워싱턴 D.C.에는 9월 15일에 도착했다.
워싱턴에서는 반크로프트 데이비스(Bancroft Davis) 국무부 제1차관보, 조지 클레이턴 포크 소위, 시어도러스 B. M. 메이슨(Theodorus B. M. Mason) 중위의 환영을 받았다. 이들은 곧 알링턴 호텔로 가서 부속 건물인 숨너 하우스에서 묵었다. 포크와 메이슨은 일행의 경호를 맡았다. 이들은 여러 외교관 및 관료들을 만나고 빠르게 관광을 마친 뒤, 체스터 A. 아서 대통령과 프레드릭 프릴링하이젠(Frederick T. Frelinghuysen) 국무장관을 만나기 위해 뉴욕으로 향했다. 저지시티로 가는 기차를 탄 뒤 내려서 배를 타고 허드슨강을 건너고, 사륜마차를 타고 목적지로 향했다.

### 뉴욕과 보스턴에서

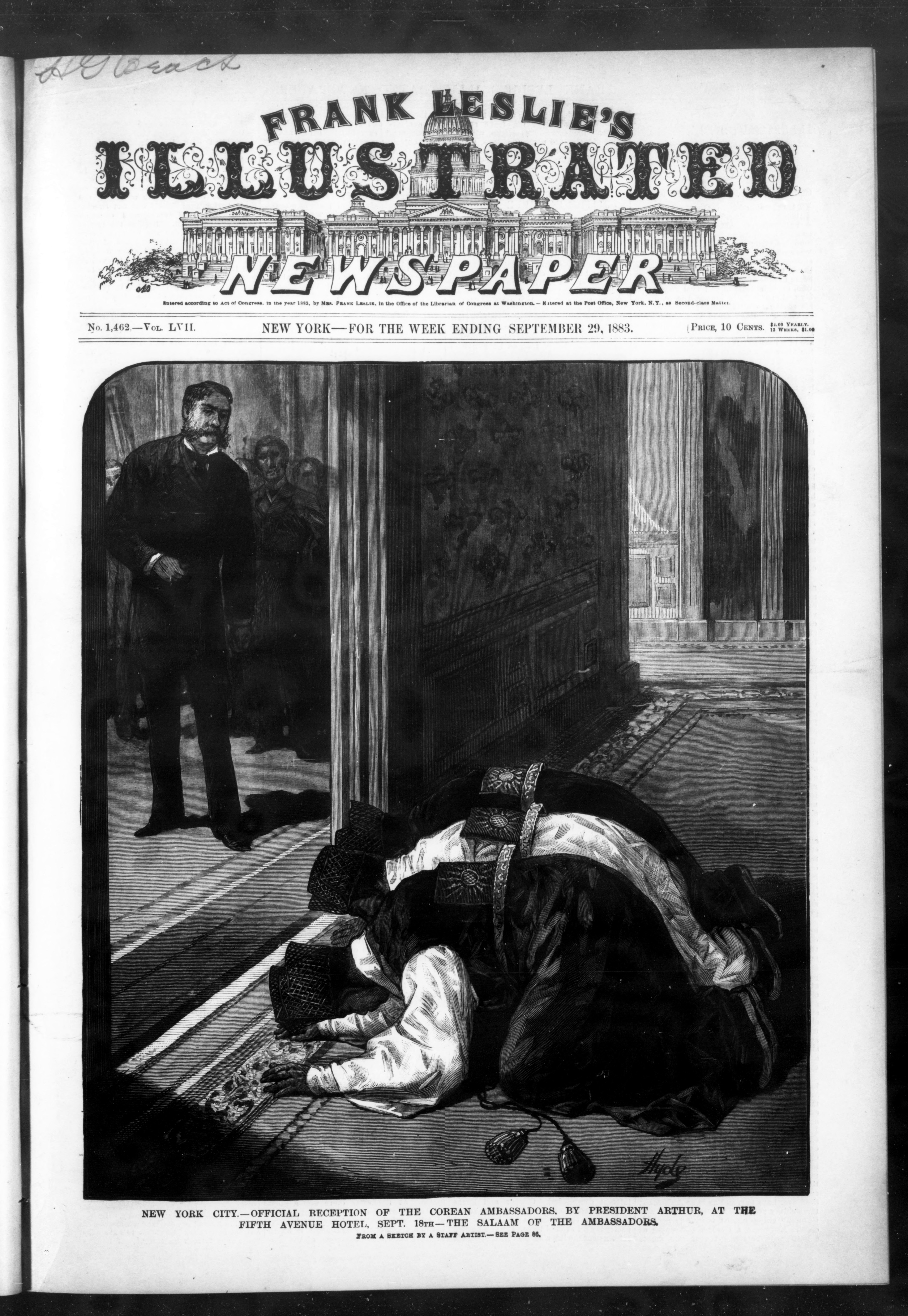
1883년 9월 18일, 보빙사가 호텔에서 체스터 A. 아서 대통령에게 고두례를 하고 있다.

음력 8월 18일에 뉴욕에서 미국 대통령 체스터 A. 아서(Arthur, C. A.)와 2차례 회동한 후 국서를 전하고 양국간의 우호와 교역에 관하여 논의하였다. 대통령과의 회동에서 보여준 조선식 전통 예법인 절은 소소한 충격을 주기도 했다.
이어 세계박람회·시범농장·방직공장·의약제조회사·해군연병장·병원·전기회사·철도회사·소방서·육군사관학교 등 공공기관을 시찰하였다.
특히, 워싱턴에서 내무성 교육국국장 이튼(Eaton, J.)을 방문하여 미국의 교육제도에 대하여 소개받았다. 뒤에 교육국사(敎育局史)와 연보를 기증받았다.
그밖에 우편제도·전기시설·농업기술에 관심을 보였는데, 뒤에 우정국 설치, 경복궁의 전기설비, 육영공원·농무목축시험장 등의 실현 계기가 되었다.
이어 스미스소니언박물관(The Smithsonian Institution)에 조선약용식물의 표본을 기증하여 최초의 문화교류를 기록하였고, 귀국할 때 타작기·벼베기기계·저울 등 농기구 18품을 구입하여왔다.
보스턴 등지를 순회하고 1884년 5월 대서양을 건너 유럽 각지를 견학한 다음 귀국하였다. 수행원 중의 한 사람인 유길준은 보스턴에 남아 유학하였다.
이러한 인연으로 뒤에 주한미국공사 푸트를 통하여 육영공원 교사선발을 국장 이튼에게 의뢰하였고 그 결과 뉴욕의 유니언 신학교 출신의 헐버트·번커(Bunker, D. A.)·길모어(Gilmore, G. W.) 3명이 입국하여 조선인들에게 영어 등을 가르치게 되었다.
또한, 볼티모어시에서 가우처(Goucher)여자대학 학장인 가우처를 만나 뉴욕 감리교 선교부에 조선에 대한 선교기금을 희사하게 하여 선교사 파견의 교두보가 되었다.

## 영향과 평가
보빙사가 견문한 신문물은 이후 우정국 · 농무목축시험장 · 육영공원 등을 설립하는 데 영향을 주면서 정부의 개화 정책 추진에 기여하였다. 그러나 반청(反淸) 자주의 목적으로 고종이 의도하였던 미국의 정치적 지원은 미국의 ‘불개입’ 외교 방침으로 인하여 성과를 거둘 수 없었다. 그러나 군사, 외교 분야에서 미국인 고문을 고빙하여 청의 간섭을 배제하고자 하였던 고종의 정책은 미국의 ‘정치적 불개입’ 외교 방침에 따라 성공할 수 없었다.

## 같이 보기
- 조선 통신사
- 수신사
- 조사 시찰단(구, 신사유람단) - 일본
- 보빙사 국서 원문

### 내용주
1. ↑  신미양요때 미군의 편으로 온 전적이 있는 배다.[17]
2. ↑  이때 엘리베이터를 처음 겪고 두려워한 기록이 남아있다.[30]
3. ↑  이때 민영환은 프레시도에 있는 대포를 쏴볼 수 있었다.[33]
4. ↑  처음에는 로버트 슈펠트(Robert Shufeldt) 장군이 해당 역할을 제안받았으나 거절하여 자원자인 포크 소위가 맡은 것이다.[36]